# House of the Living Dead
House of the Living Dead (en afrikaans Skaduwees Oor Brugplaas), també conegueq com a Doctor Maniac, és una pel·lícula de ciència-ficció i de terror del 1974 dirigida per Ray Austin. La pel·lícula, una coproducció internacional entre Gran Bretanya i Sud-àfrica, té lloc en una plantació a Sud-àfrica i tracta en gran manera de l'ocultisme.

## Argument
La història segueix una família blanca que regenta una granja de plantacions a la Colònia del Cap a Sud-àfrica. La família està formada per una mare (Margaret Inglis) i els seus dos fills, Michael i Breck (tots dos interpretats per Mark Burns). Michael dirigeix la casa mentre Breck passa el temps sol a la seva habitació, deforme i boig, fent experiments per intentar demostrar que l'ànima és un objecte orgànic capaç de viure fora del cos humà. La promesa de Michael, Mary (Shirley Anne Field) arriba per casar-se amb ell, per a consternació de la mare, ja que vol que s'acabi la família perquè la llarga història de bogeria s'aturi. Mentrestant, a la plantació comencen a passar coses estranyes, com ara el vudú, que se suposa que és obra dels negres locals, i l'assassinat.

## Premis
Mark Burns va ser reconegut com a millor actor al VII Festival Internacional de Cinema Fantàstic i de Terror celebrat a Sitges el 1974.

## Contingut
La pel·lícula conté molt poca gore i cap zombis, com s'esperaria generalment d'un títol que contingui "Living Dead". De vegades es confon amb la sèrie de videojocs substancialment més popular House of the Dead. Té una durada de 86 minuts (85 a la versió de tall del Regne Unit) i està classificat a Austràlia: R (i UK PG). Té diversos noms: Doctor Maniac al Regne Unit i als Estats Units, Curse of the Dead també als EUA i 'Kill, Baby, Kill quan es publica al vídeo.

## Repartiment
- Mark Burns... Sir Michael Brattling / Dr. Breckinridge Brattling
- Shirley Anne Field... Mary Anne Carew
- David Oxley... Dr. Collinson
- Margaret Inglis... Lady Brattling
- Dia Sydow... Lina
- Lynn Maree... Annie
- Bill Flynn... Simeon
- William Baird Clark... Capt. Turner
- Ronald France ... Col. Pringle
- Don Furnival ... Brand
- Pieter Geldenhuys... Shoemaker
- Ben Dekker... Jan
- Limpie Basson... Hugo de Groot
- Amina Gool... Aia Kat